# NGC 2553
NGC 2553 é uma galáxia espiral (S) localizada na direcção da constelação de Cancer. Possui uma declinação de +20° 54' 12" e uma ascensão recta de 8 horas, 17 minutos e 35,1 segundos.
A galáxia NGC 2553 foi descoberta em 17 de Fevereiro de 1865 por Albert Marth.